# Nouvelnema cyclophoron
Nouvelnema cyclophoron ist eine Art der Spulwürmer und einziger Vertreter der Gattung Nouvelnema. Er ist ein Parasit des Darms bei Schliefern.

## Merkmale
Nouvelnema sind Atractinae mit paarigem weiblichen Geschlechtsapparat (didelphisch) mit in entgegengesetzter Richtung verlaufenden Uterusästen (amphidelphisch). Gattungstypische Merkmale sind die zu den Seiten verlängerte Mundöffnung und dass der vordere Abschnitt des Ösophagus eine kleine Mundhöhle bildet.
Die adulten Weibchen sind 1,3 mm lang und haben einen spindelförmigen, abgeplatteten Körper. Die Seitenflügel haben in der Körpermitte eine Breite von 100 µm, am Ende von 375 µm. Die Mundöffnung ist vertikal verlängert und von zwei seitlichen Lippen umgeben. Die Mundhöhle ist 7 µm lang. Der Ösophagus besteht aus einem 240 µm langen Körper (Corpus), einer kurzen Einengung (Isthmus) und einem runden Bulbus. Seine Gesamtlänge beträgt 300 µm. Der Darm ist im Anfangsteil erweitert und endet auf dem Anus, 0,5 mm hinter dem Vorderende. Der Nervenring liegt 100 µm, die saugglockenförmige Ausscheidungspore 300 µm hinter dem Vorderende. Die Vulva liegt vor der Körpermitte, etwa 470 µm hinter dem Vorderende. Die Vagina ist 27 µm lang und geht in den 40 µm langen erweiterten Uterusabschnitt, von dem zwei dünnere, gebogene Abschnitte ausgehen.
Die Larven ähneln den Adulten sind aber in der Körpermitte deutlich schmaler.